# Alafia verschuerenii
Alafia verschuerenii är en oleanderväxtart som beskrevs av De Wild.. Alafia verschuerenii ingår i släktet Alafia och familjen oleanderväxter. Inga underarter finns listade i Catalogue of Life.